# Алькасар-де-Сан-Хуан
Алькасар-де-Сан-Хуан (ісп. Alcázar de San Juan) — муніципалітет в Іспанії, у складі автономної спільноти Кастилія-Ла-Манча, у провінції Сьюдад-Реаль. Населення — 31 120 осіб (2010).
Муніципалітет розташований на відстані близько 120 км на південь від Мадрида, 75 км на північний схід від Сьюдад-Реаля.
На території муніципалітету розташовані такі населені пункти: (дані про населення за 2010 рік)
- Аламеда-де-Сервера: 264 особи
- Алькасар-де-Сан-Хуан: 30222 особи
- Сінко-Касас: 634 особи

## Демографія
Динаміка населення (INE ):

## Галерея зображень

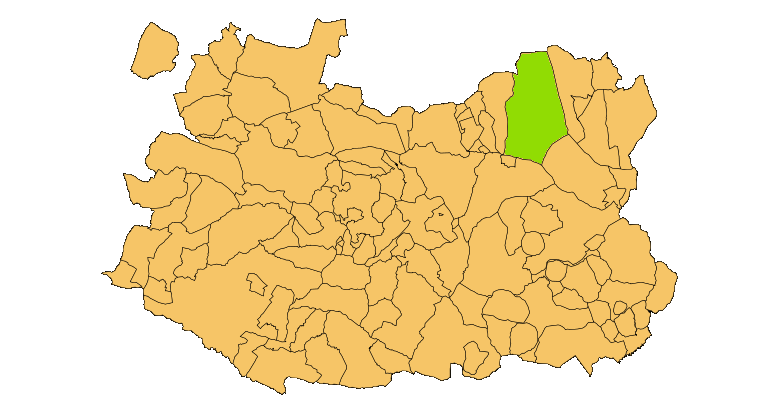
Розташування муніципалітету Алькасар-де-Сан-Хуан у провінції
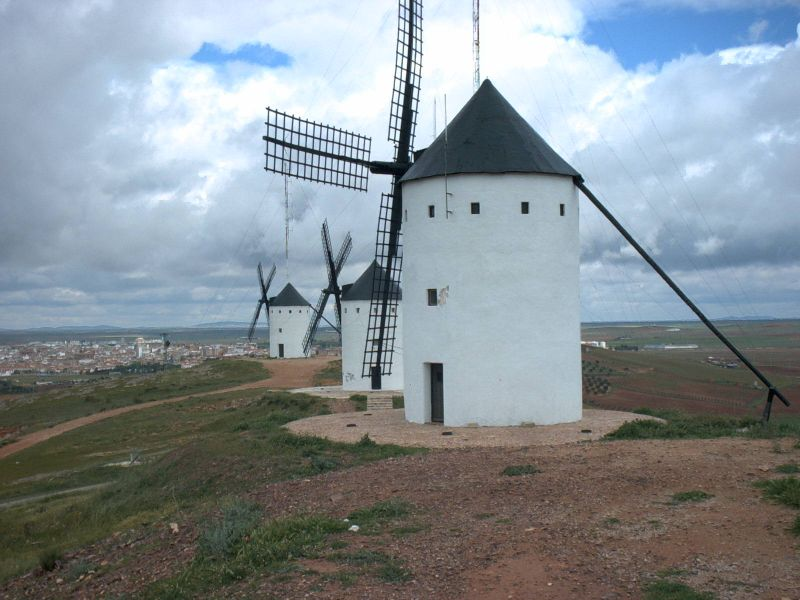
Вітряки
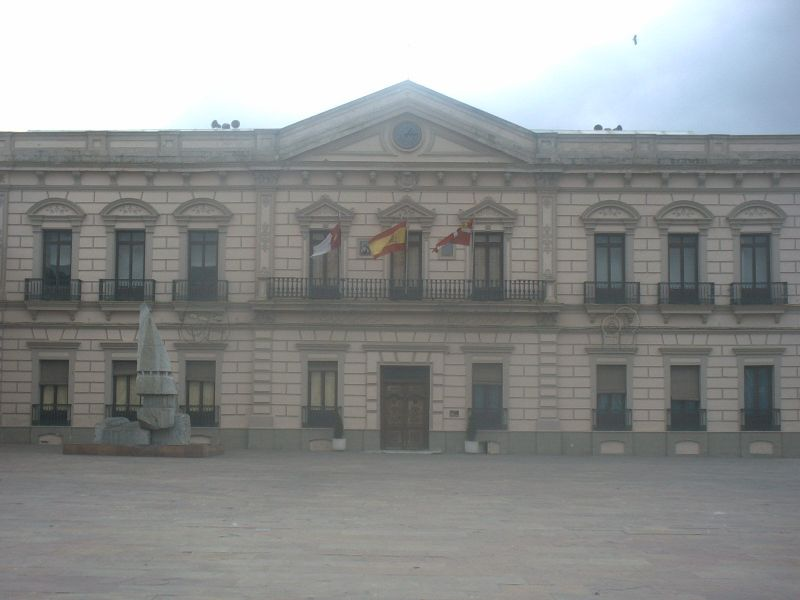
Ратуша
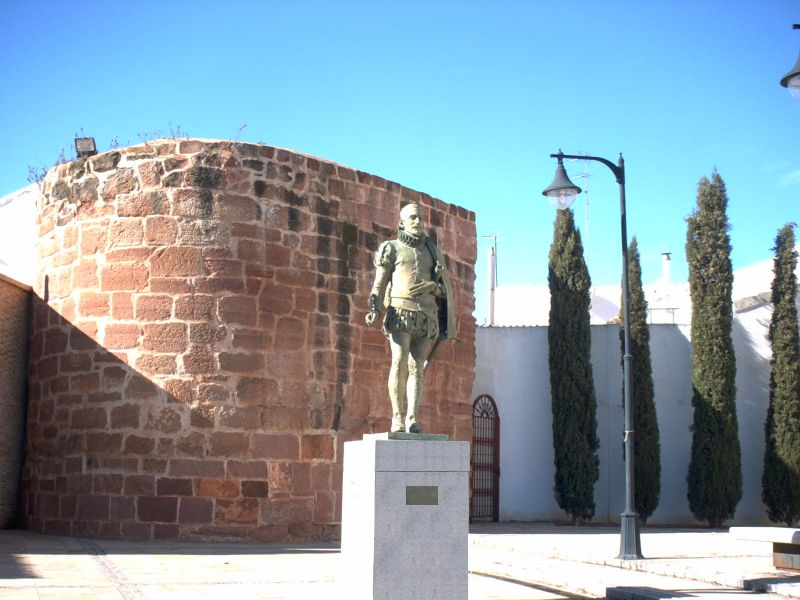
Статуя Сервантеса
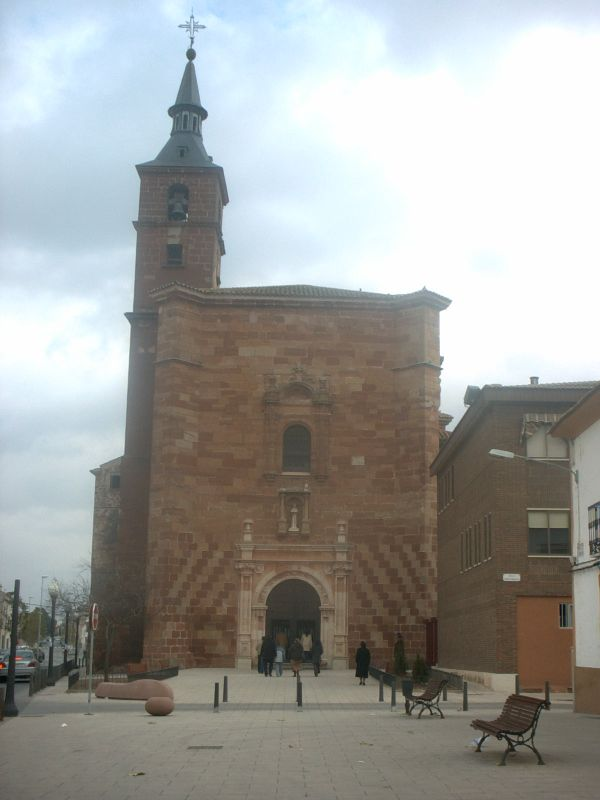
Церква Сан-Франсіско
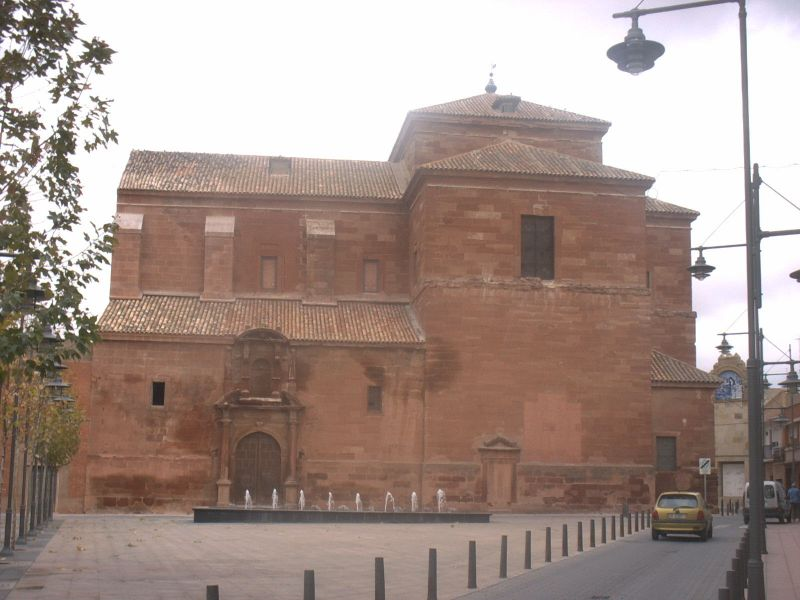
Церква Санта-Кітерія
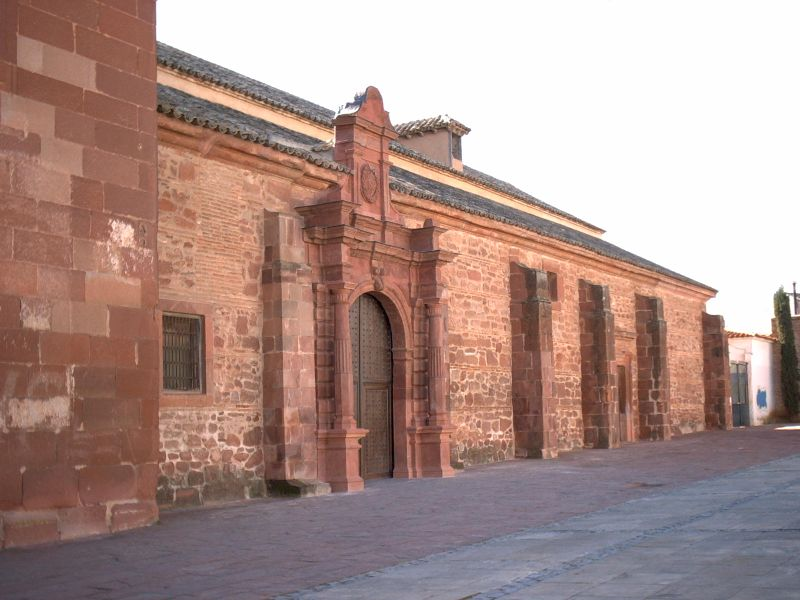
Парафіяльна церква Санта-Марія